# ماریا دنبسکا
ماریا دنبسکا (لهستانی: Maria Dębska؛ زادهٔ ۲۲ مه ۱۹۹۱) بازیگر اهل لهستان است.
از فیلم‌ها یا مجموعه‌های تلویزیونی که وی در آن‌ها نقش داشته‌است، می‌توان به این دختران من، اهریمن، کورشده از نور، صد سال خاندان وینیخ، رنگ‌های خوشبختی، پدر متیو و ع چون عشق اشاره نمود.